# Atomism logic
Atomismul logic este un curent filozofic promovat de Bertrand Russell la începutul secolului al XX-lea și care susține că lumea constă din fapte logice (sau "atomi") care nu pot fi subdivizate.
A apărut sub forma unei reacții de opoziție la "holismul logic", care considera că lumea operează în așa fel încât partea nu poate fi cunoscută fără cunoașterea prealabilă a întregului.
Atomismul logic susține că toate adevărurile sunt dependente de un strat de fapte atomice și că lumea este alcătuită din fapte extrem de simple, ușor de înțeles.
Cei mai importanți exponenți ai atomismului logic:
- Bertrand Russel (1872 - 1970)
- Ludwig Wittgenstein (1889 - 1951)
- Rudolf Carnap (1891 - 1970).